# Pixel Perfect
Pixel Perfect is een Disney Channel Original Movie uit 2004 onder regie van Mark A.Z. Dippé.

## Verhaal
Samantha's band The Zettabytes is weinig succesvol doordat ze te weinig uitstraling heeft. Haar vriend Roscoe kan dankzij een uitvinding van diens vader een holografische zangeres voor de groep ontwikkelen. De band is nu succesvol, maar alles lijkt nu om Loretta, de holografische zangeres, te draaien.

## Rolverdeling
| Acteur          | Personage      |
| --------------- | -------------- |
| Ricky Ullman    | Roscoe         |
| Leah Pipes      | Samantha       |
| Spencer Redford | Loretta Modern |
| Tania Gunadi    | Cindy          |
| Porscha Coleman | Rachel         |
| Chris Williams  | Daryl Fibbs    |